# Cypholoba graphipteroides
Cypholoba graphipteroides is een keversoort uit de familie van de loopkevers (Carabidae). De wetenschappelijke naam van de soort is voor het eerst geldig gepubliceerd in 1845 door Guerin-Meneville.